# 圣安托尼奥德韦纳赫韦尔
圣安托尼奥德韦纳赫韦尔，是西班牙巴伦西亚自治区巴伦西亚省的一个市镇。总面积8平方公里，总人口3042人（2001年），人口密度380人/平方公里。